# Clara Sosa
María Clara Sosa Perdomo (sinh ngày 25 tháng 9 năm 1993) là một người mẫu, MC, nữ hoàng sắc đẹp người Paraguay. Cô đăng quang Hoa hậu Hòa bình Quốc tế 2018 và là người Paraguay đầu tiên đoạt được danh hiệu này.

## Cuộc đời và sự nghiệp
Sosa sinh ra ở thủ đô của Paraguay, Asunción, và lớn lên ở San Lorenzo. Cô là người mẫu thuộc quản lý của ON Management và cũng là MC dẫn chính của chương trình chào buổi sáng ăn khách La mañana de Unicanal.

## Các cuộc thi sắc đẹp
Năm 2015, cô tham gia và lọt vào Top 20 cuộc thi Người mẫu Thế giới. Ngày 9 tháng 6 năm 2018, cô được trao vương miện Hoa hậu Hòa bình Paraguay trong đêm chung kết diễn ra tại Nhà hát Khách sạn Guarani.
Sosa sau đó tiếp tục đăng quang Hoa hậu Hòa bình Quốc tế 2018, diễn ra vào ngày 25 tháng 10 ở One Entertainment Park tại Yangon, Myanmar. Cô là người Paraguay đầu tiên giành chiến thắng tại đấu trường này.